# Музей Медоуз (Даллас)
Музей Медоуз (иногда Музей имени Медоуза; англ. Meadows Museum, Dallas, неофициально «Прадо в прериях») — художественная галерея в американском городе Даллас (штат Техас), основанная в 1965 году; расположен на территории кампуса Южного методистского университета (SMU); основой коллекции стало собрание нефтепромышленника Алгура Медоуза (1899—1978) — другим музеем основанным им стал Художественный музей Медоуз в Шривпорте (штат Луизиана); проводит временные выставки произведений современного искусства.